# Василь Коваль
Коваль Василь Петрович (біл. Васіль Пятровіч Каваль, 17 серпня 1907 с.Сава, Могильовська губернія — 30 жовтня 1937, Мінськ, БССР) — білоруський письменник.
Був розстріляний 1937 року, у віці 30 років. Реабілітований у 1957 році.

## Біографія
Народився у селянській родині. Навчався у місцевій сільській школі, а після — у Шишевському II ступені та у Горецькій.[прояснити]
З весни до осені 1925 року навчався на загальноосвітніх курсах при Білоруській сільськогосподарській академії у Гірках. 
У Гірках у 1926 році Коваль познайомився з письменником та вченим Максимом Горецьким, який у книзі «Маладняк за п'ять років» присвятив його творчості кілька сторінок. М. Горецький свідчив, що «... ходив Василь Коваль, ще у селянській свитці на збори білоруського літературного гуртка в академії та на збори тутешніх молодняківців». Живучи з грудня 1925 року у рідному селі, В. Коваль займався сільськогосподарською працею, якийсь час працював у сільському виконкомі.
У цей час він вступив до комсомолу і Совський осередок комсомолу обрав його секретарем. У липні 1926 року Василь вирішує продовжити освіту на літературно-лінгвістичному відділенні педфаку БДУ. У перший період навчання у БДУ В. Коваль активно займався літературною роботою. У 1927 році його твори можна було зустріти в журналах «Плам'я», «Маладняк», газетах «Звязда», «Радянська Білорусь», «Червона зміна» та «Червоний сейбiт». Вийшла й перша книга письменника «Як вясну гукалi». 
Навесні та влітку 1927 року він працював секретарем редакції «Маладняк». Восени 1928 року В. Коваль знову почав займатися в університеті, але залишив його у 1929 році «за власним бажанням». У 1928 році обраний членом Центрального Бюро об'єднання "Маладняк" та введений до редакційної групи журналу «Маладняк», де залишився після утворення БелАПП.
1931 року В. Коваль потрапив на службу до Червоної армії. Спочатку він служив командиром взводу 4-го стрілецького полку у м. Полоцьку. Активно співпрацював із газетою «Червоноармійська правда». Редактор газети А. Г. Самохвалов домігся переведення В.Коваля на постійну роботу до редакції газети, яка перебувала у Смоленську. Проте служба в армії закінчилася невдало. Письменник «... був виключений з лав комсомолу і демобілізований як класово-чужий елемент за зв'язок із батьком, який у цей час був виключений із колгоспу «за участь у розвалі колгоспу». На початку весни 1933 року В. Коваль знову жив у Мінську та займався літературною працею.
У ніч проти 2 листопада 1936 року, Василь Коваль був заарештований. 
Був страчений у «Ніч розстріляних поетів» 29 жовтня 1937.

## Творчість
- Як вясну гукалі: Апавяданні. — Мн.: 1927.
- На загонах: Апавяданні. — Мн.: 1928.
- Крыніца: Апавяданні. — Мн.: 1929.
- Выбр. тв. — Мн.: 1932.
- Санька-сігналіст: Апoвесць. — Мн.: 1936.
- Выбранае: Аповесці і апавяданні. — Мн.: 1959.Следапыты:

## Родина
Рідна сестра письменника, Марія Петрівна (1913 р. н.) згадувала: «Наша мати – Уляна Пименівна родом із села Холми Горецького району. Народила вона трьох дітей. Брат Фаддей (1911 р. н.) працював учителем у селі Шарипи та Мосалики Горецького району. Під час німецько-радянської війни 1941-1945 пішов у партизани. Потім був призваний до Червоної Армії. 25 квітня 1945 року помер від ран і похований неподалік міста Пілау»
Батько — Петро Климентович родом із села Сова. 1931 року був заарештований вперше і засуджений на 5 років позбавлення волі за «шкідництво», «розвал колгоспного ладу», а в листопаді 1937 року був розстріляний в Орші та реабілітований у 1989 році.